# أنتون تشريستوفوريديس
أنتون تشريستوفوريديس (باليونانية: Αντώνης Χριστοφορίδης)‏ مواليد 26 مايو 1917 في مرسين، الدولة العثمانية - الوفاة 31 أكتوبر 1985 في أثينا، كان ملاكم يوناني سابق صنّف ضمن فئة الوزن الثقيل.

## النشأة
بدأ في تعلم الملاكمة وسرعان ما أصبح بطل أثينا على الرغم من أن كان بعمر 16 عاما فقط. ثم قرر أن يذهب إلى باريس حيث نشأ وترعرع بسرعة في ساحات الملاكمة.

## إحصائيات
خاض خلال مسيرته 76 نزالا، فاز في 53 وتعادل في 8 وخسر في 15. فاز بالضربة القاضية في 13 نزالا.

## روابط خارجية
- أنتون تشريستوفوريديس على موقع بوكس ريك (الإنجليزية) (registration required)